# II-66/БС-44
II-66/БС-44 — 12-поверховий проєкт цегляної серії багатоповерхових житлових будинків II-66, розробленої в майстерні № 7 МНДІТЕП (Москва), архітектор Г. П. Баданов, інженер В. Л. Шулькін. Будинки серії будувалися в Москві й Московській області з 1973 по 1983; в Україні присутні будинки проєкту в Луганську.

## Опис серії
Внутрішній залізобетонний каркас, зовнішні цегляні стіни товщиною 51 см. Залізобетонні перекриття товщиною 22 см. Дах плаский. Санвузли окремі.

## Опис проєкту
Повна висота будинку 38,7 м. Плян центросиметричний, розміри в осях 27,6×38,7 м. Крок в осях 6,45 м. Два ліфти: пасажирський і вантажопасажирський. Корисна площа будинку 3530 м², корисна 5053 м². В будинку 72 помешкання: 1 однокімнатне, 24 двокімнатних, 23 трикімнатних і 24 чотирикімнатних.

## Будинки в Луганську

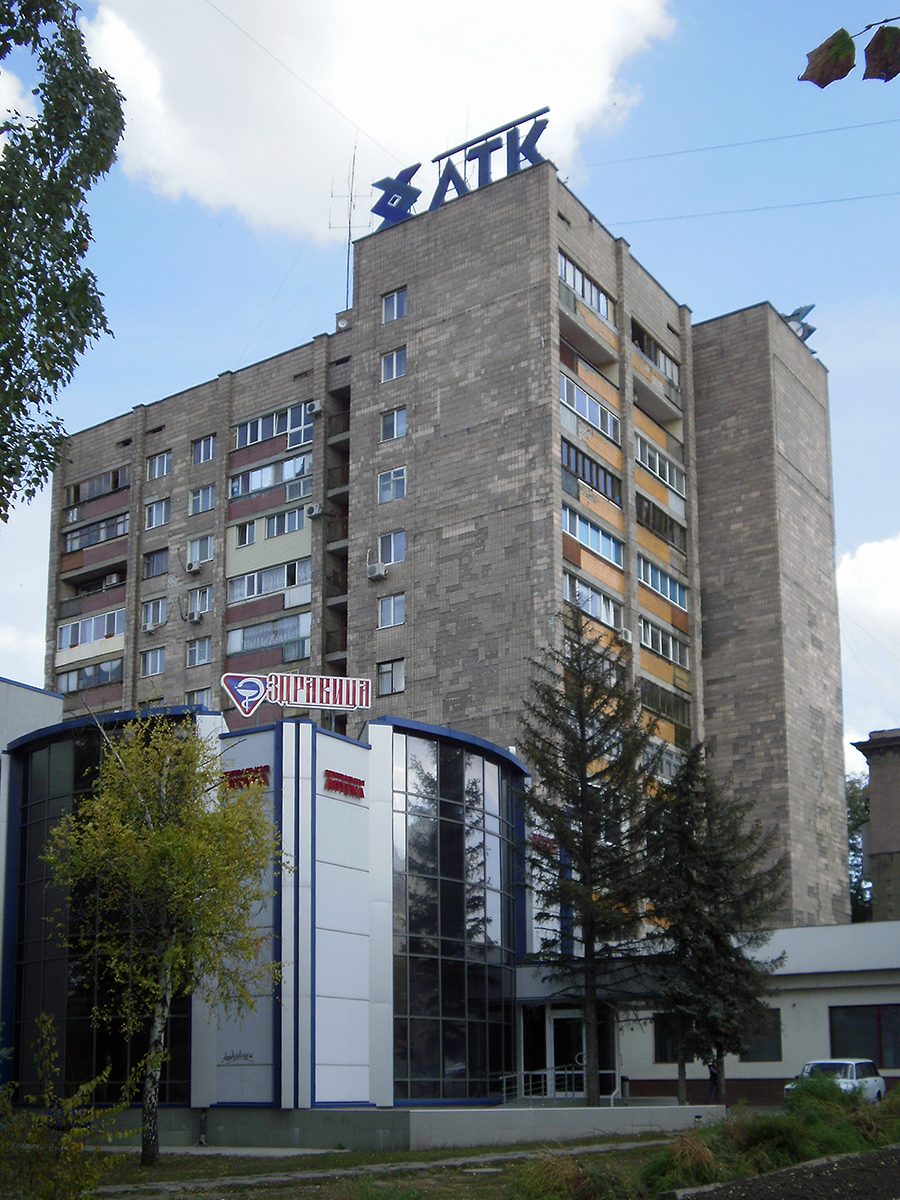
вул. Радянська, 59а
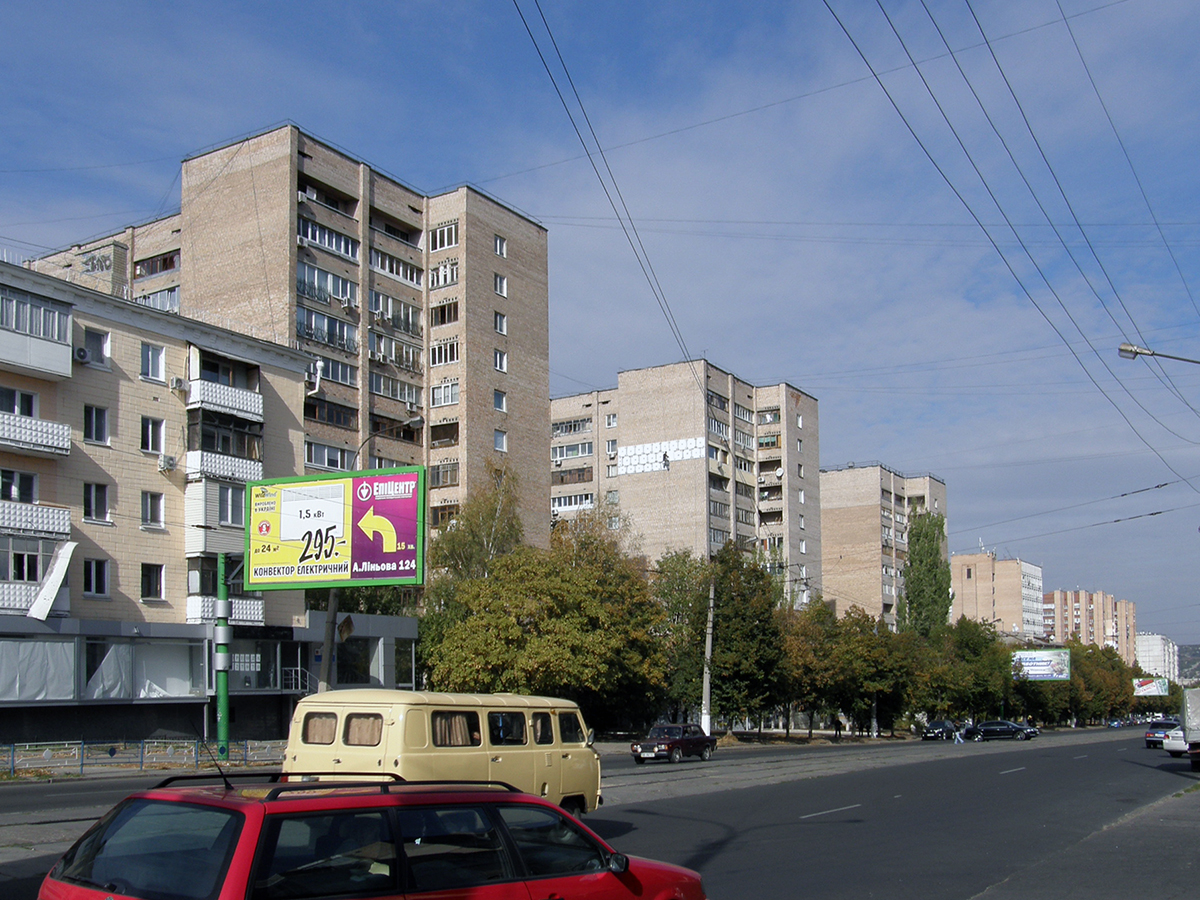
16-а Лінія, 23а, 21, 19
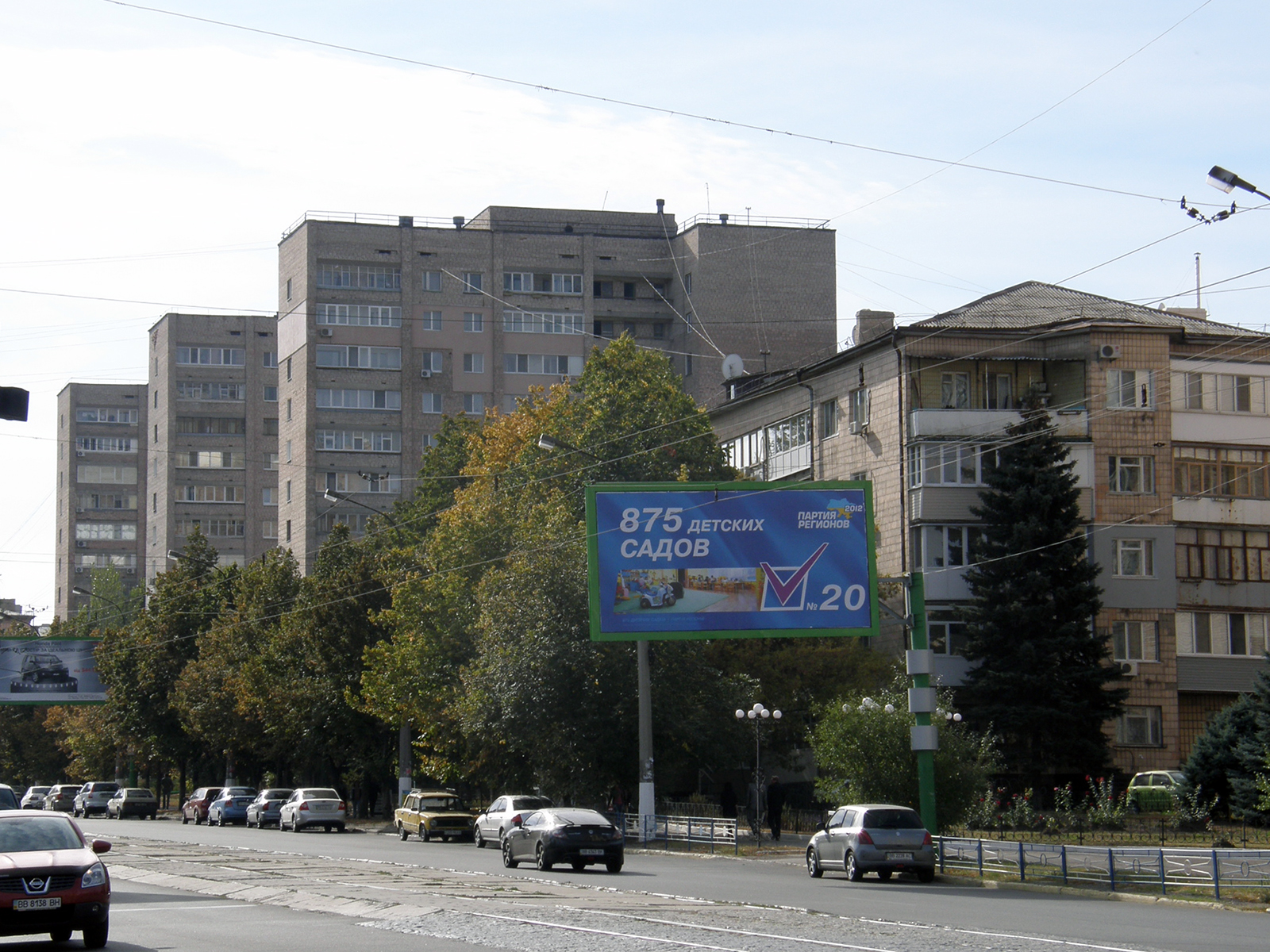
16-а Лінія, 19, 21, 23а
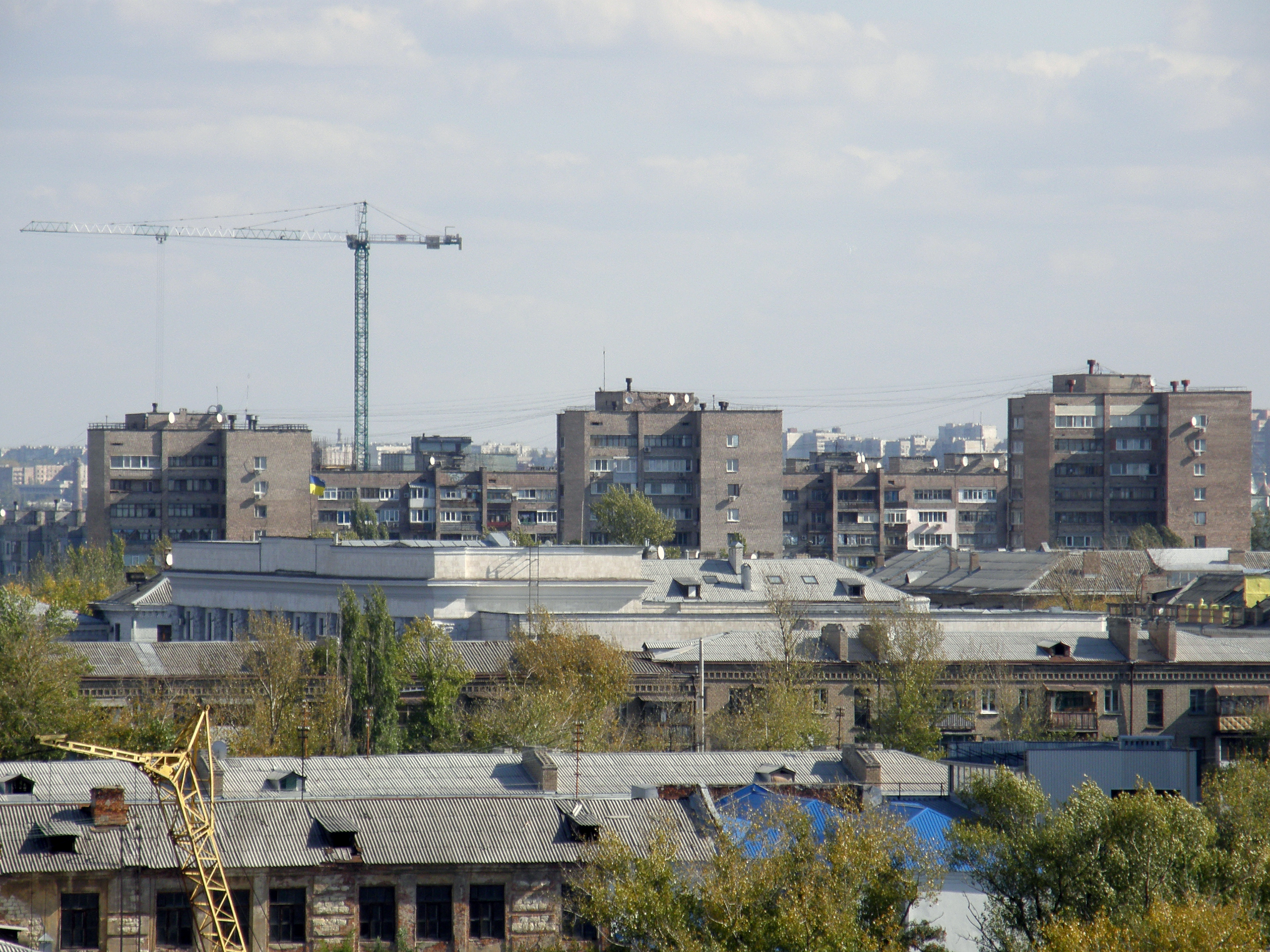
16-а Лінія, 19, 21, 23а

### «Гармошка»
Будинок вулиця Шевченка, 4, був спроєктований архітекторами Г. Г. Головченком і І. Д. Симашевою й інженерами В. Ландиком і В. Н. Баканєвим з 7 секцій проєкту Ⅱ-66/БС-44, поставлених до ряду, за що отримав прізвисько «гармошка». Будинок має 504 помешкання, внаслідок схилу місцевості додано два нижніх нежитлових поверхи.

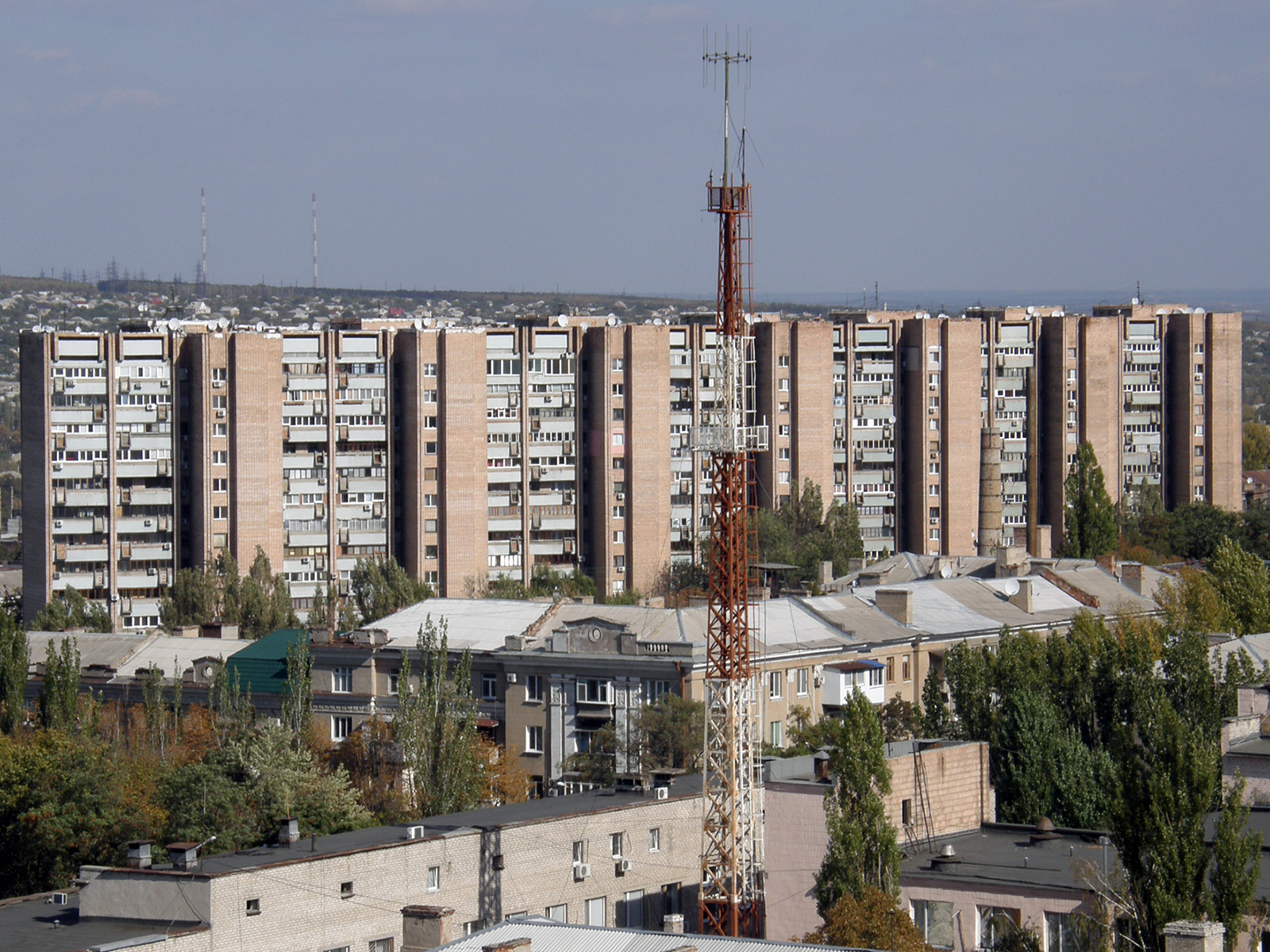
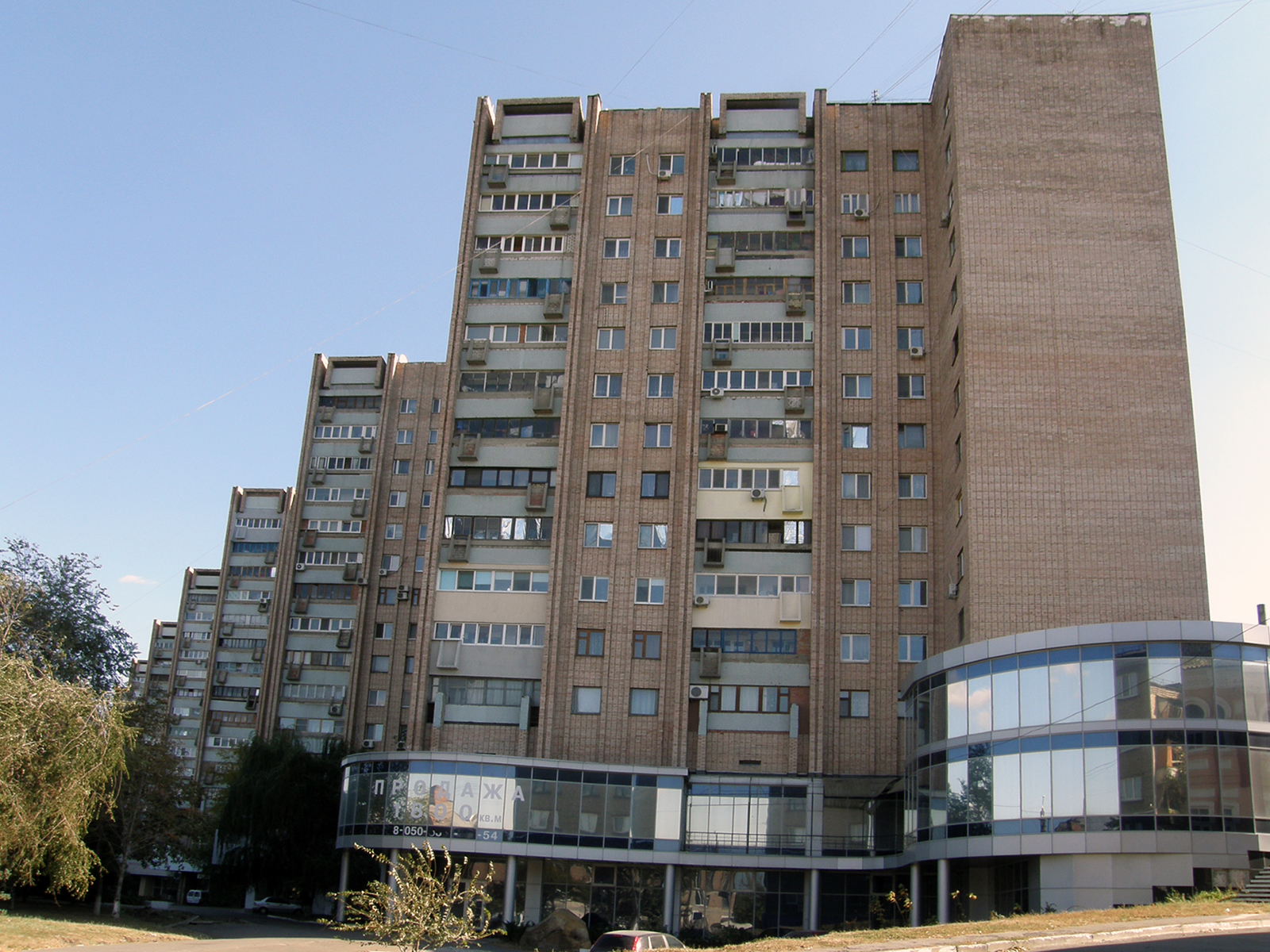
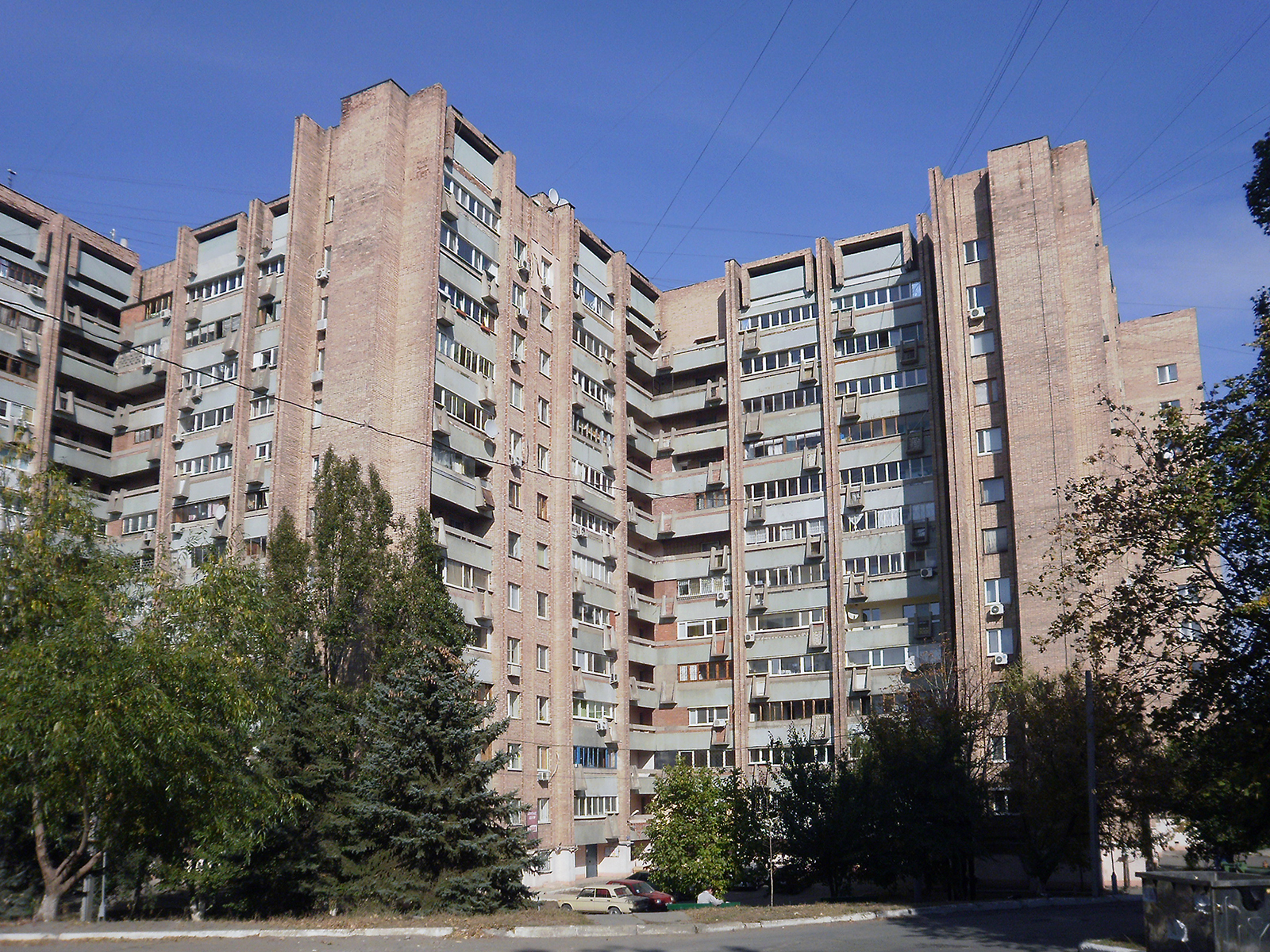
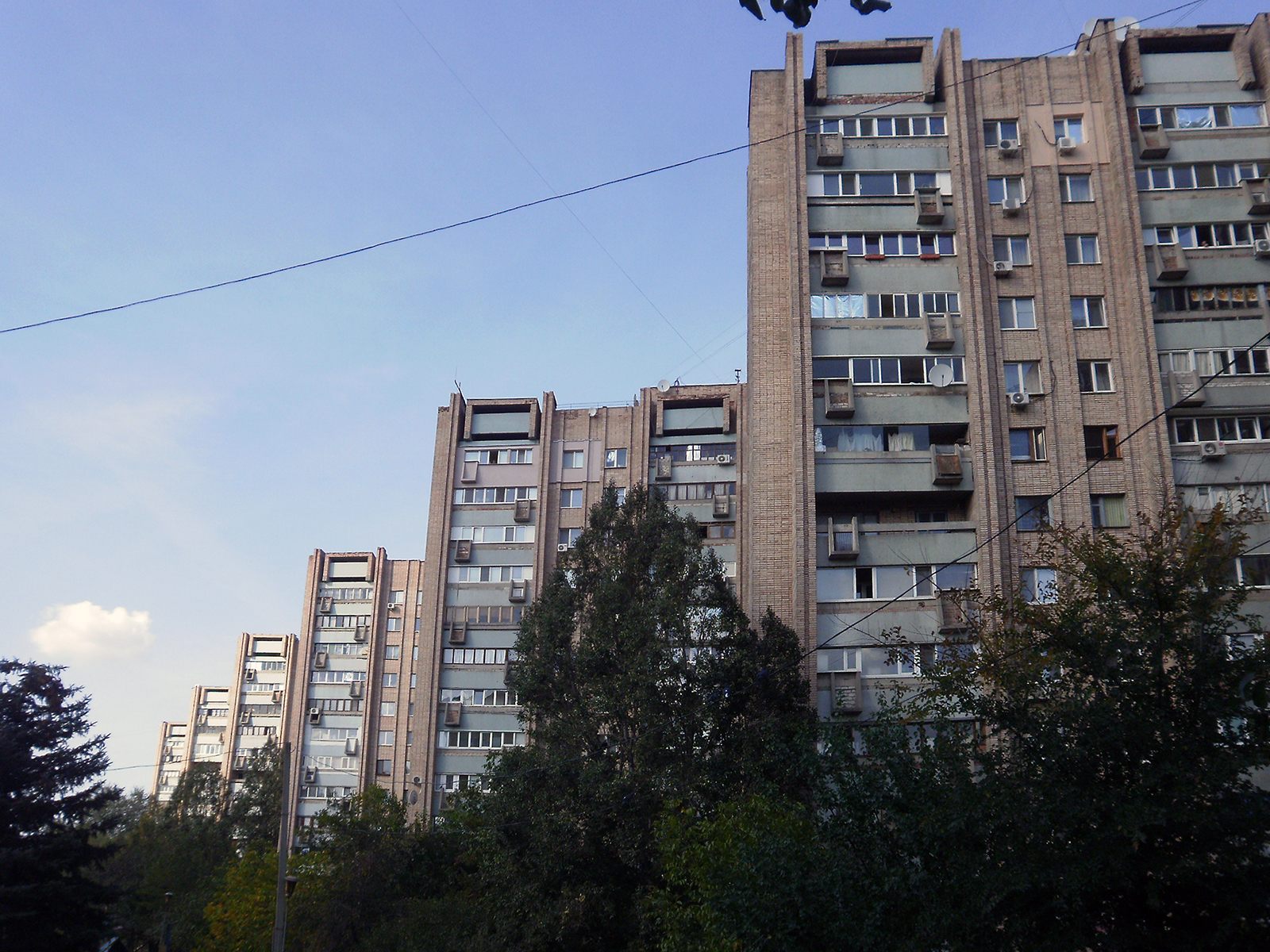
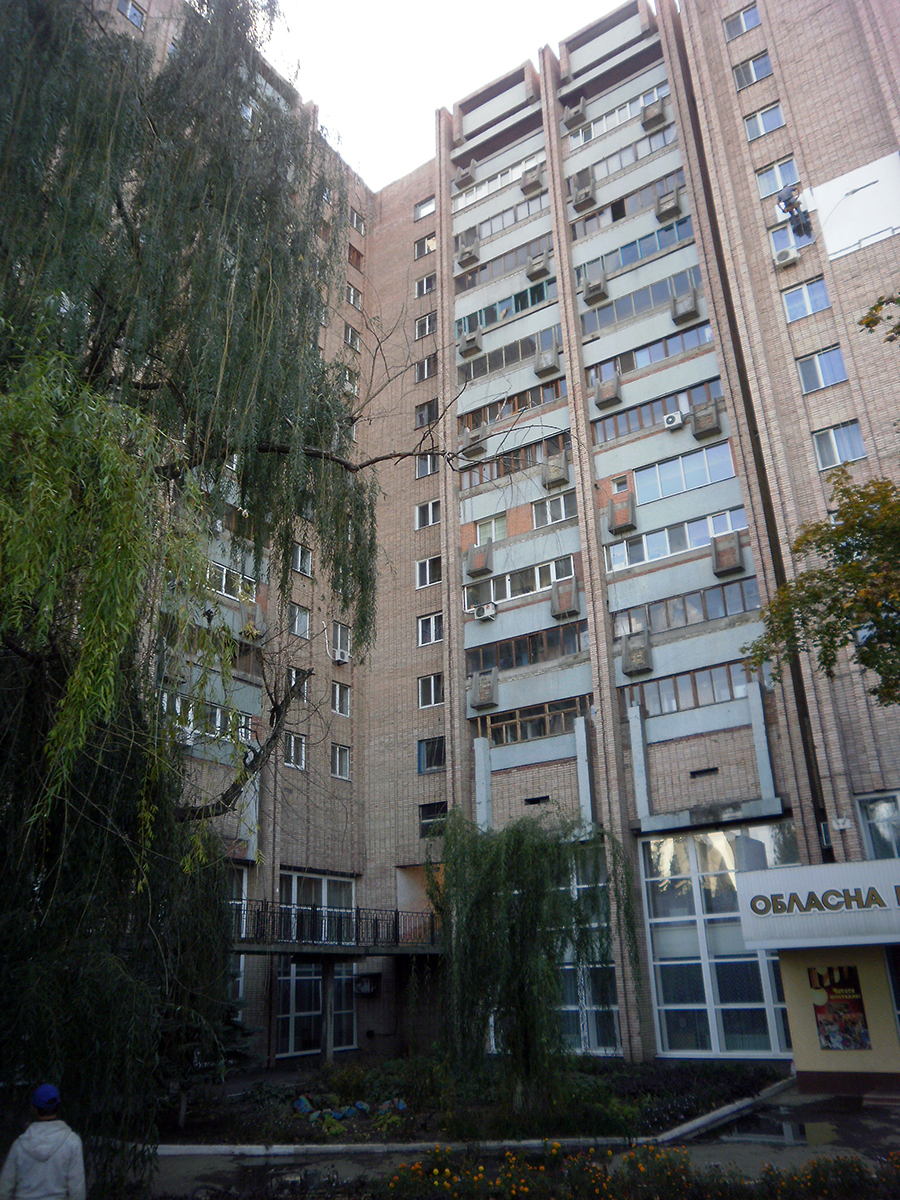
перепади висот і додаткові два поверхи знизу